# Boz (okręg Hunedoara)
Boz – wieś w Rumunii, w okręgu Hunedoara, w gminie Brănișca. W 2011 roku liczyła 490 mieszkańców.